# Boklotteriets stipendiater 1952
Boklotteriet startade 1948 på initiativ av författaren Carl-Emil Englund. Överskottet för Boklotteriet 1951 blev cirka 104 000 kronor. Antalet lotter för Boklotteriet 1951 var 250 000. På våren 1952 var det dags att utse stipendiater.
Följande författare belönades med stipendier våren 1952:
5 000 kronor
- Lars Ahlin
- Olof Lagercrantz
- Sven Lidman
- Artur Lundkvist

Artur Lundkvist fördelade sitt stipendium om 5 000 kronor till följande fem personer som då fick 1 000 kronor var:
- Ann Margret Dahlquist-Ljungberg
- Willy Kyrklund
- Matts Rying
- Bertil Schütt
- Birger Vikström

2 000 kronor
- Sven Barthel
- Ragnar Bengtsson
- Hans Botwid
- Walter Dickson
- Ann Mari Falk
- Gösta Gustaf-Janson
- Waldemar Hammenhög
- Paul Lindblom
- Vilgot Sjöman
- Sven Stolpe

1 000 kronor
- Nils-Gustav Andersson
- Sven O. Bergkvist
- Inez Eriksson
- Lars Forssell
- Rut Hillarp
- Torsten Kassius
- Inga Lena Larsson
- Axel Liffner
- Ingeborg Lundström
- Östen Sjöstrand

Författarnas stipendium till kritiker
2 000 kronor
- Bengt Holmquist

Kritikernas stipendium till författare
2 000 kronor
- Walter Ljungquist

Översättarstipendium
2 000 kronor
- Peter Hallberg

Journaliststipendier
1 500 kronor
- Rudolf Berner
- Gösta A. Svensson

Stipendier från Arbetarnas bildningsförbund som erhållit medel från Boklotteriet 1952
5 000 kronor
- Birger Norman

Stipendier från tidningen Vi som erhållit medel från Boklotteriet 1952.
- Ann Margret Dahlquist-Ljungberg 2 000 kronor
- Ingeborg Eriksson 1 500 kronor
- Arne Ohlsson 1 500 kronor

Boklotteriets stipendiater finns angivna i
- 1949 Boklotteriets stipendiater 1949
- 1950 Boklotteriets stipendiater 1950
- 1951 Boklotteriets stipendiater 1951
- 1952 Boklotteriets stipendiater 1952
- 1953 Boklotteriets stipendiater 1953
- 1954 Boklotteriets stipendiater 1954
- 1955 Boklotteriets stipendiater 1955
- 1956 Boklotteriets stipendiater 1956
- 1957 Boklotteriets stipendiater 1957
- 1958 Boklotteriets stipendiater 1958
- 1959 Boklotteriets stipendiater 1959
- 1960 Boklotteriets stipendiater 1960
- 1961 Boklotteriets stipendiater 1961
- 1962 Boklotteriets stipendiater 1962
- 1963 Boklotteriets stipendiater 1963
- 1964 Boklotteriets stipendiater 1964
- 1965 Litteraturfrämjandets stipendiater 1965
- 1966 Litteraturfrämjandets stipendiater 1966
- 1967 Litteraturfrämjandets stipendiater 1967
- 1968 Litteraturfrämjandets stipendiater 1968
- 1969 Litteraturfrämjandets stipendiater 1969
- 1970 Litteraturfrämjandets stipendiater 1970
- 1971 Litteraturfrämjandets stipendiater 1971
- 1972 Litteraturfrämjandets stipendiater 1972